# Brilliant Stars
『Brilliant Stars』（ブリリアント・スターズ）は2009年9月30日にavex traxら発売された河村隆一の15枚目のシングル。

## 概要
ジェムケリーCMソング。
DVD付初回限定生産盤と通常盤の2形態で発売。通常盤は1曲追加収録されジャケットも異なっている。

## 収録曲
全曲作詞・作曲：河村隆一／編曲：葉山拓亮

### 初回限定生産盤
- CD

1. Brilliant Stars
2. 朝日にゆるされ
3. Brilliant Stars (for you)

- DVD

1. Brilliant Stars PV

### 通常盤
- CD

1. Brilliant Stars
2. 朝日にゆるされ
3. Song for you
4. Brilliant Stars (for you)